# Trùng lỗ
Trùng lỗ (foraminifera hoặc đôi khi gọi tắt là foram) là một nhóm lớn các loài sinh vật nguyên sinh amip, là một trong những nhóm loài phiêu sinh phổ biến nhất. Chúng có các chân giả hình mắc lưới, các sợi tế bào chất mịn phân nhánh và hợp lại thành một mạng lưới động lực. Đặc biệt chúng tạo ra lớp vỏ, có thể có một hoặc nhiều ngăn, một số loài tạo ra cấu trúc khá phức tạp. Các vỏ này được làm từ calci carbonat (CaCO3) hoặc các hạt trầm tích gắn kết lại. Có khoảng 275.000 loài đã được nhận dạng kể cả còn sống và hóa thạch. Chúng thường có kích thước nhỏ hơn 1 mm, nhưng cũng có loài lớn hơn, và loài lớn nhất đạt đến kích thước 20 cm.

## Phân loại
Foraminifera từng được xếp vào nhóm Protozoa, hoặc nhóm tương tự Protoctista hoặc giới Protista. Có bằng chứng thuyết phục theo phân tích phân tử thì xếp chúng vào một nhóm chính trong Protozoa gọi là Rhizaria. Trước khi phát hiện ra quan hệ tiến hóa của các loài trong giới Rhizaria, Foraminifera từng được xếp chung với các Amoeboid khác thành ngành Rhizopodea (hay Sarcodina) trong lớp Granuloreticulosa. Các phân loại dự trên hình thái hiện vẫn còn được sử dụng.
Vị trí phân loại của Foraminifera đã thay đổi từ khi nó được công nhận là protozoa bởi Schultze năm 1854, trước đó, hầu tác giả hết đều cho rằng nó được xếp vào đơn vị phân loại là bộ, nhưng thỉnh thoảng cũng được xem là lớp. Leoblich và Tappan (1992) xác định Foraminifera là lớp theo các phân loại trước đó của nó (là Foraminiferida) trong quyển Treatise on Invertebrate Paleontology. Một số hệ thống phân loại xếp Foraminifera là ngành, ngang hàng với amoeboid Sarcodina mà trước đây nó là đơn vị phân loại trực thuộc.
Mặc dù vẫn chưa được chứng minh bằng các mối quan hệ hình thái, các dữ liệu phân tử đã cho thấy Foraminifera có quan hệ gần gũi với Cercozoa và trùng tia (Radiolaria), cả hai nhóm này cũng thuộc amip có vỏ phức tạp; 3 nhóm này hình thành nên giới Rhizaria.

## Các loài còn tồn tại
Các loài Foraminifera hiện đại chủ yếu sống ở biển, mặc dù một số loài có thể sống trong môi trường nước lợ. Chúng chủ yếu sống bám đáy, và có khoảng 40 loài đồng hình là sinh vật phù du. Tuy nhiên, số này chỉ đại diện cho một phần nhỏ trong sự đa dạng thực tế của chúng, vì nhiều loài sinh vật biến đổi gen không thể phân biệt về mặt hình thái.
Một số dạng có hình thức tảo đơn bào như endosymbiont, từ các dòng đa dạng như tảo lục, tảo đỏ, tảo vàng, tảo cát, và dinoflagellate. Một vài loài là kleptoplastic, giữ lại lục lạp khi ăn tảo để phục vụ cho quang hợp.

## Ảnh

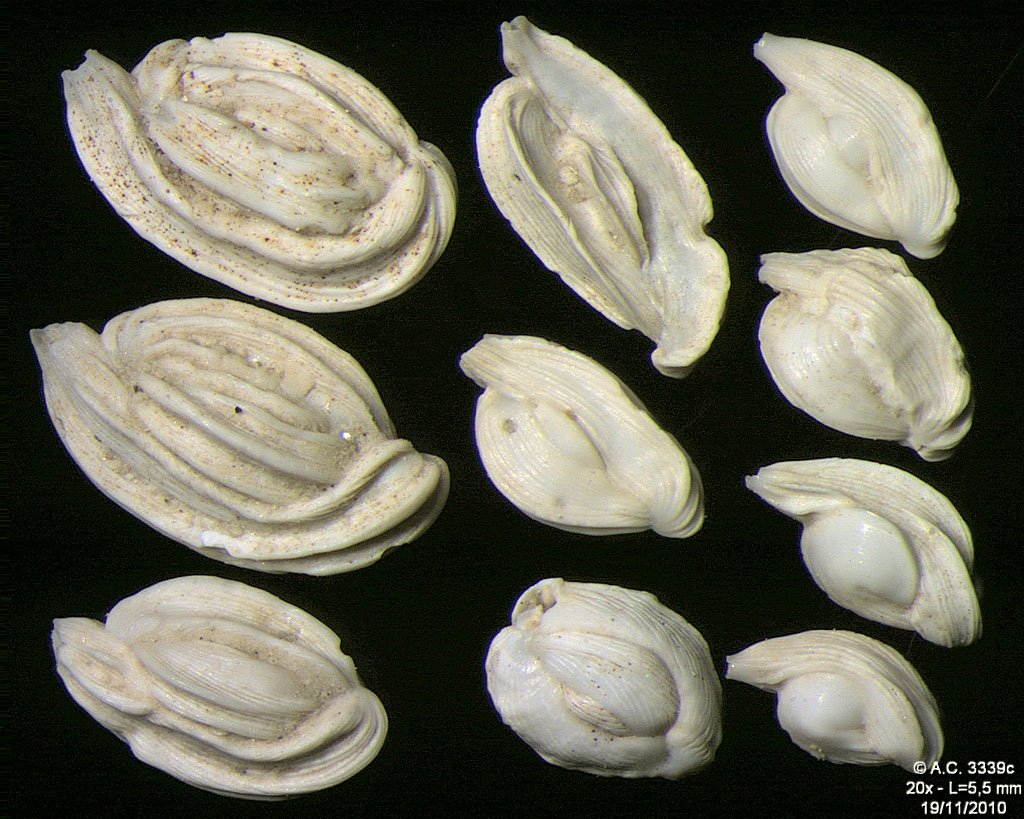
Foraminifera của đảo Pag, Adriatic Sea -60 m. Bề rộng = 5,5 mm.
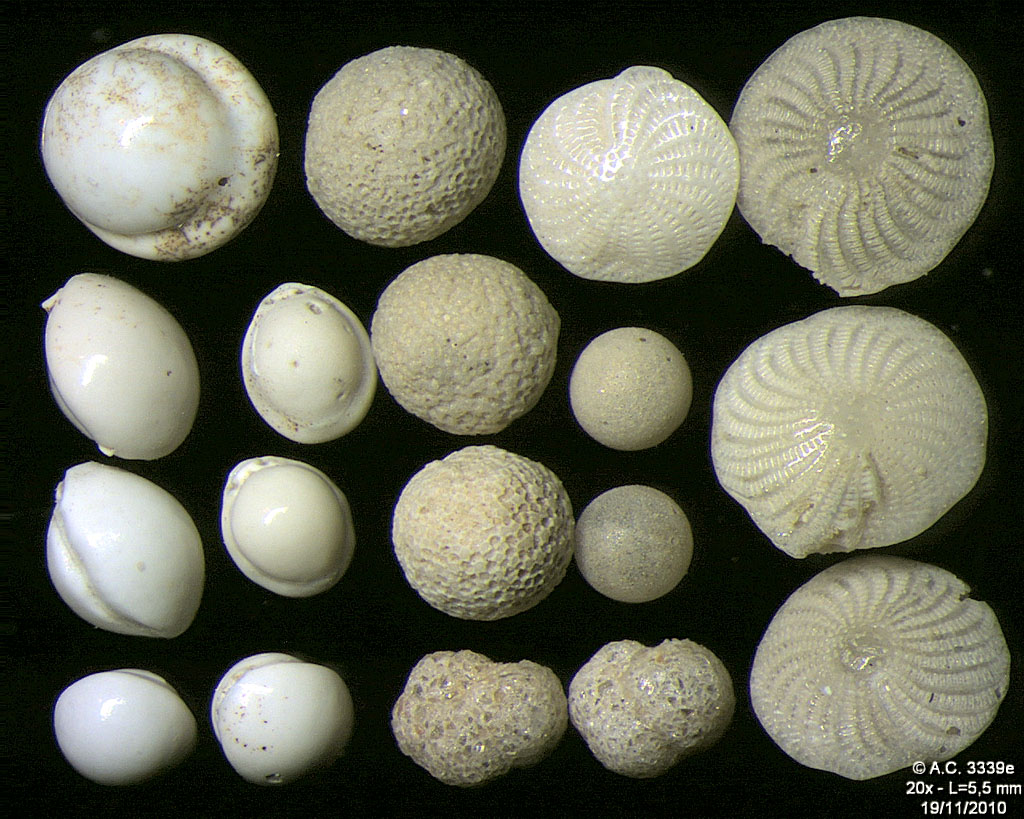
Foraminifera của đảo Pag, Adriatic Sea -60 m. Bề rộng = 5,5 mm.
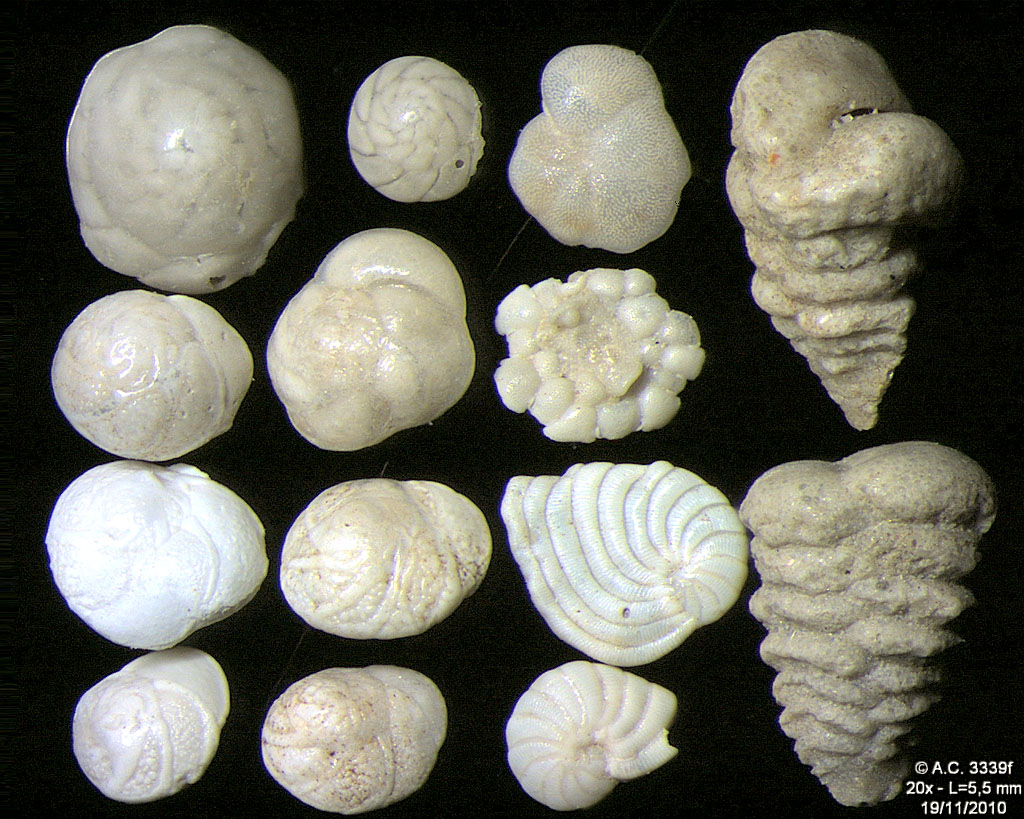
Foraminifera của đảo Pag, Adriatic Sea -60 m. Bề rộng = 5,5 mm.
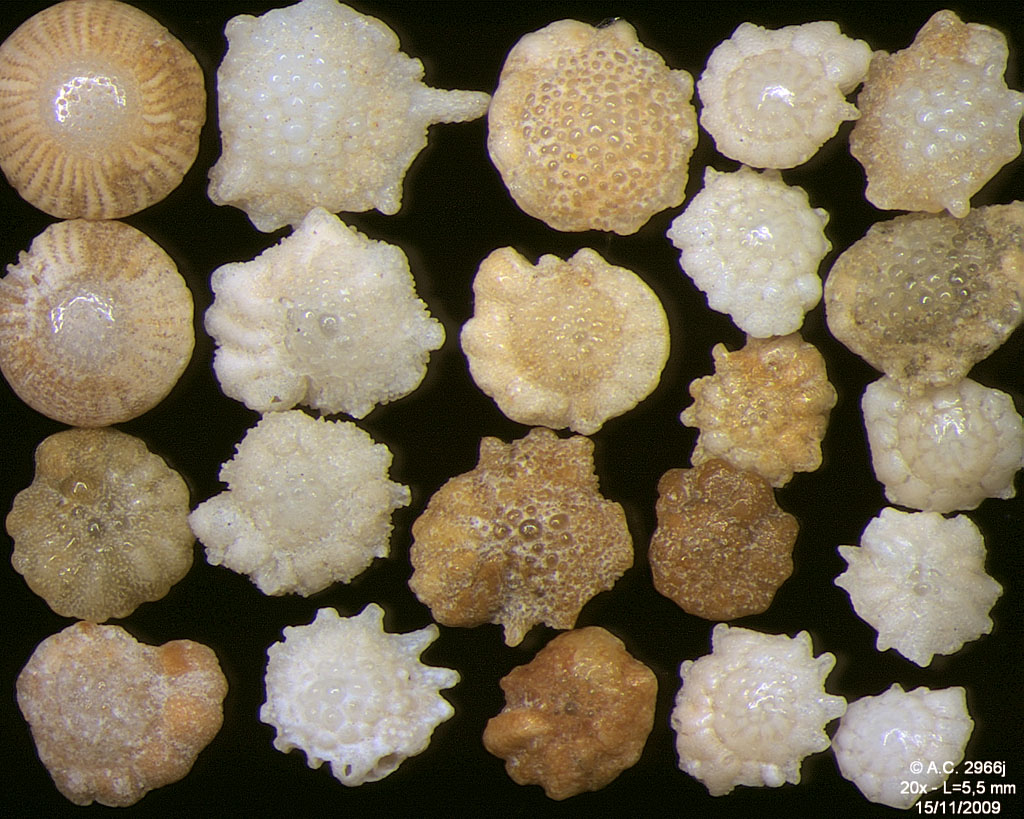
Foraminifera của Ấn Độ Dương, bờ biển đông nam Bali. Bề rộng = 5,5 mm.
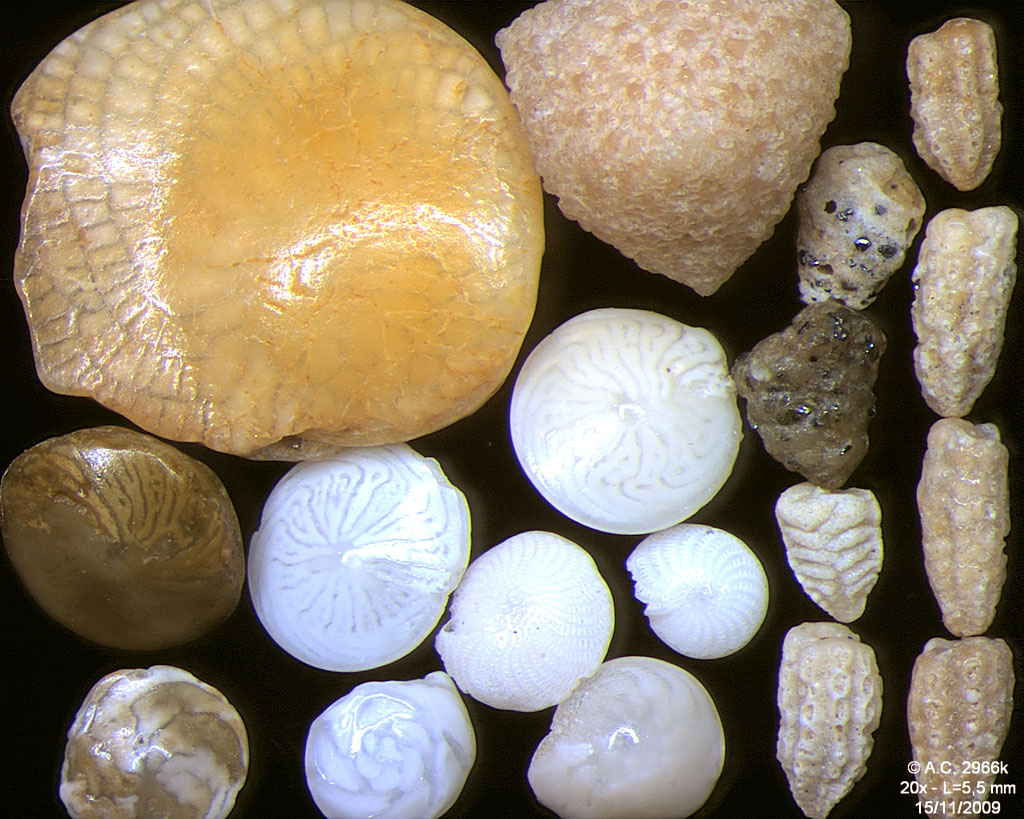
Foraminifera của Ấn Độ Dương, bờ biển đông nam Bali. Bề rộng = 5,5 mm.